# Augusto Chamorro
Augusto Chamorro (12 maggio 1963) è un ex calciatore paraguaiano, di ruolo centrocampista.

## Carriera

### Nazionale
Con la Nazionale ha preso parte alla Copa América 1989.